# Someone in Control
Someone in Control – drugi album amerykańskiego zespołu Trapt.

## Lista utworów
1. "Disconnected (Out of Touch)" – 3:47
2. "Waiting" – 3:50
3. "Victim" – 3:59
4. "Stand Up" – 3:59
5. "Lost Realist" – 4:06
6. "Skin Deep" – 3:45
7. "Influence" – 4:09
8. "Repeat Offender" – 3:16
9. "Bleed Like Me" – 3:27
10. "Use Me To Use You" – 3:29
11. "Product Of My Own Design" – 3:32
12. "Alibi"- 4:15